# Сурай, Питер
Пи́тер Сура́й (Пётр Фёдорович Сурай, англ. Peter F. Surai; род. 1956, Сумская область, УССР) — советский, украинский и британский учёный в области биохимии, репродукции и кормления сельскохозяйственной птицы. Иностранный член Российской академии сельскохозяйственных наук (РАСХН; с 2010) и Российской академии наук (РАН; с 2014). Доктор биологических наук, профессор, изобретатель.

## Биография

### Образование
Родился в 1956 году в Сумской области, где окончил сельскую среднюю школу. В 1973—1978 годах учился по специальности биохимик в Харьковском государственном университете имени А. М. Горького. Одновременно окончил факультет общественных профессий при том же университете по специальности журналистика. В 1987 году в составе группы из 16 перспективных молодых специалистов со всего Советского Союза обучался на государственных курсах специальной подготовки по английскому языку.

### Научная карьера
Свой трудовой путь начал в 1977 году в Украинском НИИ птицеводства, занимая должности:
- 1977 — лаборант, в 1977—1978 — старший лаборант лаборатории зоохиманализа,
- 1978—1983 — химик-аналитик, с 1979 — старший химик-аналитик лаборатории зоохиманализа[2].

В 1980 году поступил в аспирантуру по специальности «Кормление сельскохозяйственных животных и технология кормов».
С первых лет научной работы основной областью научных интересов П. Ф. Сурая стало изучение антиоксидантов и их роли в размножении домашних птиц. Так, в 1981 году он впервые исследовал концентрацию витамина E и его физиологические функции в сперме индюков и установил, что этот витамин является стабилизатором мембран сперматозоидов.
В 1983 году защитил диссертацию на соискание учёной степени кандидата биологических наук на тему «Биохимические и функциональные изменения в тканях и сперме индюков в зависимости от уровней витаминов E и A в корме». В дальнейшем занимал следующие должности:
- 1983—1984 — младший научный сотрудник лаборатории зоохиманализа,
- 1984—1986 — старший научный сотрудник отдела кормления,
- 1986—1988 — заведующий лабораторией биологии размножения,
- 1988—1991 — ведущий научный сотрудник отдела репродукции.

В 1991 году защитил диссертацию на соискание учёной степени доктора биологических наук под названием «Биологические основы и экспресс-методы контроля витаминного питания сельскохозяйственных птиц», по специальности «Физиология человека и животных». В дальнейшем занимал руководящие должности:
- 1992 — заведующий лабораторией биологически активных веществ[2][8],
- 1993—1997 — заведующий отделом физиологии, биохимии и питания птиц[2][7][8][11],
- 1997—2001 — главный научный сотрудник отдела физиологии, биохимии и питания птиц[13].

С 1994 года, завоевав стипендии Британского совета и Королевского общества/НАТО, работал в Шотландском сельскохозяйственном колледже:
- 1994—1995 — приглашённый исследователь отдела биохимии.
- 1996—1999 — учёный-исследователь отдела биохимии и питания.
- 1999—2001 — старший учёный-исследователь Исследовательского центра по птицеводству.
- 2001—2004 — профессор Исследовательского центра по птицеводству.
- С мая 2004 по май 2009 года был заведующим отделом антиоксидантов и профессором в компании Alltech[англ.] (UK) Ltd. (Alltech House Ryhall Road, Stamford Lincs PE9 1TZ, UK)[8][9].
- C мая 2009 года по 2022 год — профессор биохимии питания, технический директор компании Feed-Food Ltd. (www.feedfood.com.ua)[2][4][5][8][9][11][13].
- Декабрь 2019 года по н. в. — профессор, Vitagene and Health Research Centre (112, Broad Walk, Knowle, Bristol, BS 2RS, UK).

В 2016—2019 годах выступил ключевым участником научного проекта при Московской государственной академии ветеринарной медицины и биотехнологии имени К. И. Скрябина, который был поддержан мегагрантом Правительства Российской Федерации и направлен на разработку современных биотехнологий для оценки экспрессии генов в связи с продуктивностью и устойчивостью к заболеваниям в птицеводстве.
Областями главных интересов профессора Сурая продолжают оставаться аспекты метаболизма антиоксидантов, включая селен, витамин E и каротиноиды, которые имеют важное значение для питания и размножения домашней птицы, а также для производства функциональной пищевых продуктов. Недавно он сконцентрировался на изучении молекулярных механизмов стрессов и разработке пищевых способов уменьшения их негативного воздействия на птицу. В частности, он выдвинул концепцию витагенов для борьбы со стрессами в птицеводстве. Активно сотрудничает с рядом птицеводческих предприятий Украины и России, помогая им своими разработками улучшить яичную и мясную продуктивность птицы.
Активно выступает с докладами и лекциями на международных конгрессах, конференциях и семинарах, прочитав с 2004 года лекции в 72 странах. Был основным приглашённым докладчиком на трёх Всемирных конгрессах по птицеводству в Австралии (2008), Бразилии (2012) и Китае (2016). Среди наиболее значимых презентаций Питера Сурая можно отметить его доклад на XXV Всемирном конгрессе по птицеводству в Пекине в 2016 году, где автор был назван участниками конгресса в числе четырёх учёных мира с «особенно высокой репутацией».

## Участие в научных обществах и изданиях
- С 1988 — член Всемирной научной ассоциации по птицеводству (ВНАП[англ.])[8].
- 1992—1996 — член Совета ВНАП, вице-президент Украинского отделения ВНАП[8].
- 1999—2009 — член Общества по изучению свободных радикалов в биологии и медицине (Society for Free Radical Biology and Medicine[англ.])[8].
- 1999—2012 — член редколлегии журнала Asian-Australasian Journal of Animal Sciences[нидерл.] (Сеул, Республика Корея)[8].
- 1999—2004 — член редколлегии журнала Pakistan Journal of Nutrition (Фейсалабад, Пакистан)[8].
- 2003—2010 — член редколлегии журнала Functional Food & Genomics[8].
- 2003—2010 — член Совета Британского отделения ВНАП[8].
- c 2012 — член редколлегии журнала Agricultural Science and Technology (Стара-Загора, Болгария).
- c 2014 — член редколлегии журнала Columella — Journal of Agricultural and Environmental Sciences (Гёдёллё, Венгрия).
- c 2012 — член редколлегии журнала Grain Products and Mixed Fodders (Одесса, Украина).
- c 2012 — член редколлегии журнала Food Science and Technology (Одесса, Украина).
- c 2010 — член редколлегии журнала Птахівництво (Харьков, Украина).
- 2010—2016 — член редколлегии портала AgroPromInform (Белгород, Россия).
- c 2014 — член редколлегии журнала Biogeosystem Technique (Братислава, Словакия).
- c 2015 — член редколлегии журнала Сельскохозяйственная биология (Москва, Россия.)
- c 2015 — член редколлегии журнала EC Nutrition (Лондон, Великобритания).
- c 2019 — член редколлегии журнала Animals (MDPI[англ.], Базель, Швейцария).

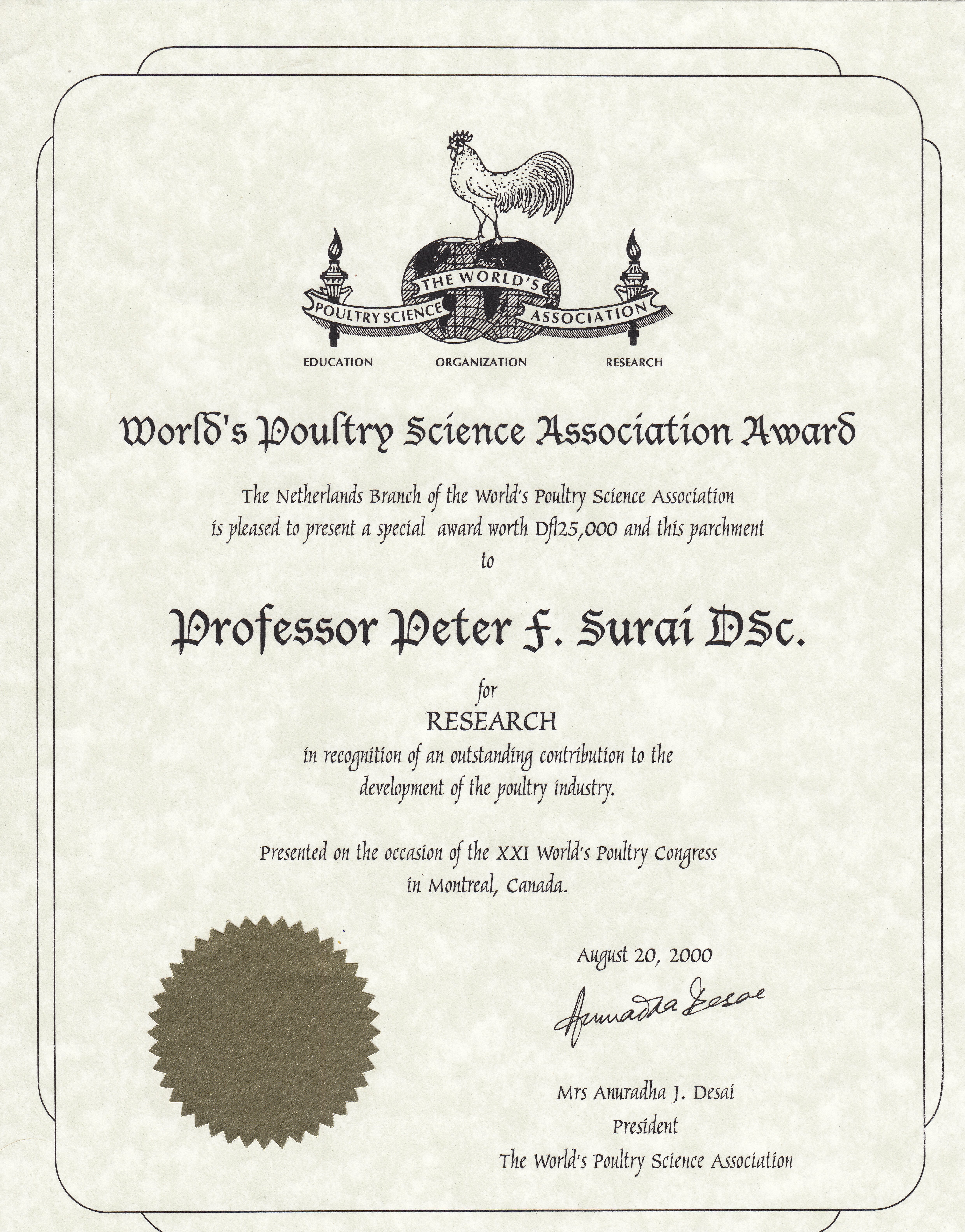
Сертификат Премии Всемирной научной ассоциации по птицеводству (2000)

- c 2019 — член редколлегии журнала Antioxidants (MDPI, Базель, Швейцария).
- c 2019 — член редколлегии журнала Reactive Oxygen Species (Роли, США).

## Почётные звания, награды и достижения

### Профессорские и академические звания
- 1993 — профессор анатомии и физиологии человека, Харьковский государственный педагогический университет имени Г. С. Сковороды, Украина[2][8][9][11].
- 2001 — профессор биохимии питания, Шотландский сельскохозяйственный колледж, Великобритания[2][4][8][11]; звание присвоено «за выдающийся вклад в развитие сельскохозяйственной науки»[2].
- 2005 — приглашённый профессор биохимии питания, Шотландский сельскохозяйственный колледж, Великобритания[8][9][11].
- 2005 — почётный профессор питания, Университет святого Иштвана[англ.], Гёдёллё, Венгрия[2][4][8][9][11].
- 2005 — почётный профессор птицеводства и животноводства, Фракийский университет, Стара-Загора, Болгария[2][4][8][9][11][13].
- 2005 — почётный профессор эволюционной биологии и экологии, Университет Глазго, Великобритания[2][4][5][8][9][11].
- 2008 — почётный профессор животноводства и птицеводства, Сумский национальный аграрный университет, Сумы, Украина[2][4][8][9][11][13].
- 2009 — почётный профессор пищевых технологий, Одесская национальная академия пищевых технологий, Одесса, Украина[2][4][8][9][11][13].
- 2010 — иностранный член РАСХН, Москва, Россия[2][8][9][13].
- 2014 — иностранный член РАН (член отделения сельскохозяйственных наук, секции зоотехнии и ветеринарии), Москва, Россия[3][4][11][13].
- 2019 — почётный профессор ФГБОУ ВО «Санкт-Петербургская государственная академия ветеринарной медицины», Россия[13].
- 2020 — профессор нутригеномики, эпигенетики и молекулярной биологии, Научно-исследовательский центр витагенов и здоровья, Бристоль, Великобритания.
- 2023 — почётный профессор, Фракийский университет, Стара-Загора, Болгария[19]

### Награды, премии и стипендии
- В советское время удостоен золотой медали ВДНХ за исследования антиоксидантов (витаминов A и E) в кормлении индюков, а также нагрудного знака «Изобретатель СССР»[2].
- 1994 — стипендия Британского совета[2][7].
- 1996 — международная стипендия Королевского общества/НАТО[2][7].
- 1999 — британская премия Джона Лоуги Бэрда за инновацию в категории «Академические и медицинские инновации» («John Logie Baird Award for Innovation in the category Academic and Medical Spinouts») — создание технологии производства супер-яиц (обогащённых яиц)[2][4][5][8][9][11][20][21]. Разработка получила широкое освещение в СМИ Великобритании[22][23] и других стран[24][25][26][27][28].
- 2000 — премия ВНАП в области науки («World’s Poultry Science Association Award for Research») за выдающийся вклад в развитие мирового птицеводства — работу по антиоксидантам в птицеводстве. Премия вручается одному учёному в мире один раз в четыре года за самые высокие достижения в области птицеводческой науки[2][4][5][7][8][9][11][29].

Питер Ф. Сурай

(Идентификатор ScholarGPS®:

47822347613982)

Учёный с высоким рейтингом — за

всю жизнь:

 #59 — Ветеринария

 #25 — Птицеводство

 #31 — Антиоксиданты

Учёный с высоким рейтингом — за

предыдущие пять лет:

 #54 — Ветеринария

 #2 — Птицеводство

 #87 — Питание

### Прочее
- С 2003 года включён в 7-е (2003), 8-е (2004), 9-е (2006) и 10-е (2008) издания книги биографий мировых лидеров в науке «Кто есть кто в науке и инженерии» — Marquis Who’s Who in Science and Engineering[8].
- С 2012 года включён в 30-е (2012), 31-е (2013), 32-е (2014) и 33-е (2020) издания книги биографий мировых лидеров в науке «Кто есть кто в мире науки» — Who is Who in the World.
- По состоянию на 2024 год, назван высокорейтинговым учёным по версии ScholarGPS (Meta Analytics LLC, Лос-Анджелес, США)[31] как по итогам всей его деятельности, так и за предыдущие пять лет[30].

«Впервые со времён Дарвина было

объяснено, почему в дикой природе

самцы птиц ярко окрашены, тогда

как у самок окраска менее выражена».

## Научные труды

### Научные публикации

#### Журнальные статьи
Питер Сурай имеет, по состоянию на 2024 год, 995 научных публикаций, включая 181 научную статью в высокорейтинговых, рецензируемых англоязычных журналах и 228 научных статей в рецензируемых русскоязычных научных журналах. Примеры наиболее цитируемых статей, выходивших в высокорейтинговых журналах, приведены ниже (в скобках после названия журнала указан импакт-фактор по состоянию на 2018 год):
- Blount JD, Metcalfe NB, Birkhead TR, Surai PF. Carotenoid modulation of immune function and sexual attractiveness in zebra finches. Science (41.063). 2003 Apr 4;300(5616):125-7.
- Surai PF, Sparks NH. Designer eggs: from improvement of egg composition to functional food. Trends in food science & Technology (8.519). 2001 Jan 1;12(1):7-16.
- Schrauzer GN, Surai PF. Selenium in human and animal nutrition: resolved and unresolved issues. A partly historical treatise in commemoration of the fiftieth anniversary of the discovery of the biological essentiality of selenium, dedicated to the memory of Klaus Schwarz (1914—1978) on the occasion of the thirtieth anniversary of his death. Critical Reviews in Biotechnology (7.054). 2009 Mar 1;29(1):2-9.
- Fisinin VI, Papazyan TT, Surai PF. Producing selenium-enriched eggs and meat to improve the selenium status of the general population. Critical Reviews in Biotechnology (7.054). 2009 Mar 1;29(1):18-28.
- Pappa EC, Pappas AC, Surai PF. Selenium content in selected foods from the Greek market and estimation of the daily intake. Science of the Total Environment (5.589). 2006 Dec 15;372(1):100-8.
- Royle NJ, Surai PF, McCartney RJ, Speake BK. Parental investment and egg yolk lipid composition in gulls. Functional Ecology (5.03). 1999 Jun;13(3):298-306.
- Surai PF. Silymarin as a natural antioxidant: an overview of the current evidence and perspectives. Antioxidants (4.520). 2015 Mar;4(1):204-47. (Статья 2015 года — бессменный лидер по цитированию в журнале.)
- Surai PF., Kochish I.I., Fisinin V.I., Kidd M.K. Antioxidant defence systems and oxidative stress in boultry biology: an update. Antioxidants (4.520). 2019;7. pii: E235.
- Surai PF, Speake BK. Distribution of carotenoids from the yolk to the tissues of the chick embryo. The journal of nutritional biochemistry (4.490). 1998 Nov 1;9(11):645-51.
- Hõrak P, Saks L, Karu U, Ots I, Surai PF, McGraw KJ. How coccidian parasites affect health and appearance of greenfinches. Journal of Animal Ecology (4.36). 2004 Sep;73(5):935-47.
- Blount JD, Surai PF, Nager RG, Houston DC, Møller AP, Trewby ML, Kennedy MW. Carotenoids and egg quality in the lesser black-backed gull Larus fuscus: a supplemental feeding study of maternal effects. Proceedings of the Royal Society of London. Series B: Biological Sciences (4.304). 2002 Jan 7;269(1486):29-36.
- Surai PF, Kutz E, Wishart GJ, Noble RC, Speake BK. The relationship between the dietary provision of α-tocopherol and the concentration of this vitamin in the semen of chicken: effects on lipid composition and susceptibility to peroxidation. Reproduction (3.125). 1997 May 1;110(1):47-51.
- Surai PF, MacPherson A, Speake BK, Sparks NH. Designer egg evaluation in a controlled trial. European Journal of Clinical Nutrition (3.114). 2000 Apr;54(4):298.
- Bréque C, Surai P, Brillard JP. Roles of antioxidants on prolonged storage of avian spermatozoa in vivo and in vitro. Molecular Reproduction and Development: Incorporating Gamete Research (3.113). 2003 Nov;66(3):314-23.
- Biard C, Surai PF, Møller AP. Carotenoid availability in diet and phenotype of blue and great tit nestlings. Journal of Experimental Biology (3.017). 2006 Mar 15;209(6):1004-15.
- Biard C, Surai PF, Møller AP. Effects of carotenoid availability during laying on reproduction in the blue tit. Oecologia (2.915). 2005 Jun 1;144(1):32-44.
- Royle NJ, Surai PF, Hartley IR. Maternally derived androgens and antioxidants in bird eggs: complementary but opposing effects?. Behavioral Ecology (2.695). 2001 Jul 1;12(4):381-5.

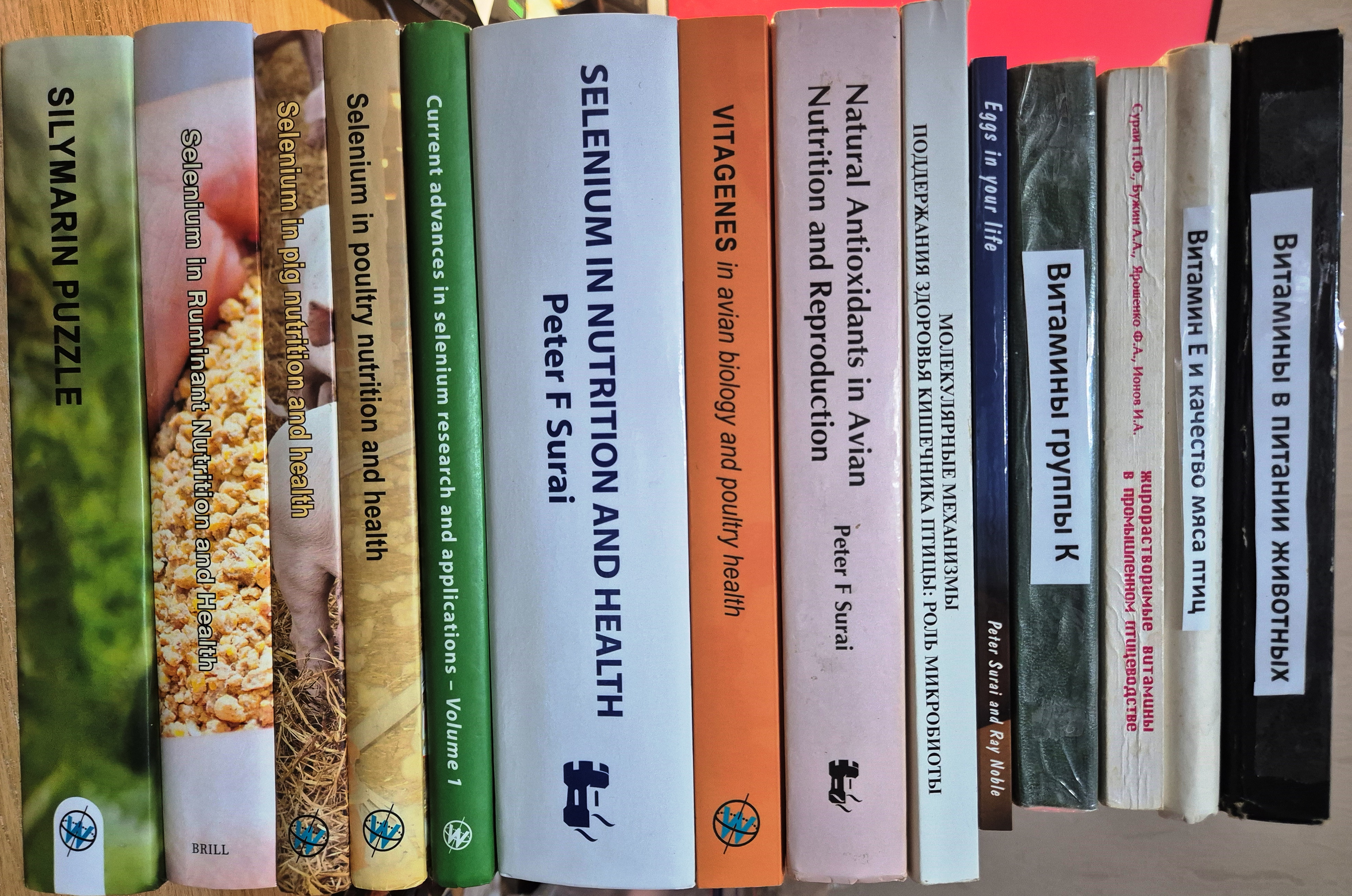
Подборка монографий Питера Сурая на русском и английском языках

#### Монографии
По состоянию на 2024 год, Питер Сурай выступил автором 20 монографий, из них 10 на английском языке, включая:
- Вальдман А. Р., Сурай П. Ф., Ионов И. А., Сахацкий Н. И. Витамины в питании животных. — Харьков: РИП «Оригинал», 1993. — 423 с.[2]
- Сурай П. Ф., Ионов И. А., Сахацкий Н. И., Ярошенко Ф. А. Витамин Е и качество мяса птиц. — Донецк: Донеччина, 1994. — 264 с.[2]
- Микитюк А., Сахацкий Н. И., Сурай П. Ф., Ионов И. А. Жирорастворимые витамины в жизни человека. — Харьков, 1995. — 75 с.[2]
- Ионов И. А., Карташов Н., Сурай П. Ф., Чечёткин А. В., Сахацкий Н. И. Витамин К. Биохимическая роль и биологические функции. — Харьков, 1997. — 377 с.[2]
- Сурай П. Ф., Бужин А. А., Ярошенко Ф. А., Ионов И. А. Жирорастворимые витамины в промышленном птицеводстве. — Черкассы, 1997. — 296 с.
- Surai P. F. Природные антиоксиданты в кормлении и размножении птиц = Natural Antioxidants in Avian Nutrition and Reproduction (англ.). — Nottingham, UK: Nottingham University Press, 2002. — 615 p. — ISBN 1-897676-95-6. (Дата обращения: 12 ноября 2019) Архивировано 12 ноября 2019 года.[2][4][11]
- Surai P. F. Селен в питании и здоровье = Selenium in Nutrition and Health (англ.). — Nottingham, UK: Nottingham University Press, 2006. — 974 p. — ISBN 1-904761-16-X. (Дата обращения: 12 ноября 2019)[2][4][11] [Самая полная книга по селену в мире; названа специалистами «библией селена»[2].]
- Current Advances in Selenium Research and Applications (англ.) / Ed. by P. F. Surai and J. A. Taylor-Pickard. — Wageningen, The Netherlands: Wageningen Academic Publishers, 2006. — Vol. 1. — 351 p. — ISBN 978-90-8686-073-9. — doi:10.3920/978-90-8686-642-9. (Дата обращения: 12 ноября 2019)
- Pappas A. C., Zoidis E., Fegeros K., Zervas G., Surai P. F. Cadmium Toxicity and the Antioxidant System (англ.). — New York, NY, USA: Nova Science Publishers, 2010. — 63 p. — ISBN 978-1-61668-172-2. (Дата обращения: 12 ноября 2024) Архивировано 12 ноября 2024 года.
- Surai P., Noble R. Eggs in Your Life (англ.). — Ayr, UK: Feed-Food Ltd., 2013. — 155 p. — ISBN 978-0-9575496-0-9. (Дата обращения: 12 ноября 2024) Архивировано 17 апреля 2019 года.[4][11]
- Фисинин В. И., Сурай П. Ф., Кузнецов А. И., Михтахутдинов А. B., Терман А. А. Стрессы и стрессовая чувствительность кур в мясном птицеводстве. Диагностика и профилактика. — Троицк, 2013. — 215 с.
- Кочиш И. И., Ильина Л. А., Лаптев Г. Ю., Никонов И. Н., Смоленский В. И., Сурай П. Ф. Кормовые и ветеринарные аспекты состояния микробиоты кишечника кур-несушек. — М.: Сельскохозяйственные технологии, 2017. — 78 с.
- Сурай П. Ф., Кочиш И. И., Фисинин В. И., Грозина А. А., Шацких Е. В. Молекулярные механизмы поддержания здоровья кишечника птицы: Роль микробиоты. — М.: Сельскохозяйственные технологии, 2018. — 344 с.
- Surai P. F. Selenium in Poultry Nutrition and Health (англ.). — Wageningen, The Netherlands: Wageningen Academic Publishers, 2018. — 430 p. — ISBN 978-90-8686-317-4. — doi:10.3920/978-90-8686-865-0. (Дата обращения: 12 ноября 2019) Архивировано 7 ноября 2019 года.[34]
- Surai P. Vitagenes in Avian Biology and Poultry Health (англ.). — Leiden, The Netherlands: Brill; Wageningen Academic Publishers, 2020. — 544 p. — ISBN 978-90-8686-906-0. — doi:10.3920/978-90-8686-906-0. (Дата обращения: 12 ноября 2024) Архивировано 5 сентября 2024 года.
- Подобед Л. И., Кочиш И. И., Сурай П. Ф., Никонов И. Н., Кузнецов Ю. Е., Дмитриева М. Е., Капитонова Е. А. Оперативный контроль и коррекция кормления высокопродуктивной птицы: Учебное пособие. — СПб.: ФГБОУ ВО СПбГУВМ, 2020. — 419 с.
- Selenium in Pig Nutrition and Health (англ.) / Ed. by P. F. Surai. — Wageningen, The Netherlands: Brill; Wageningen Academic Publishers, 2021. — 376 p. — ISBN 978-90-8686-912-1. — doi:10.3920/978-90-8686-912-1. (Дата обращения: 12 ноября 2024) Архивировано 11 июля 2024 года.
- Кочиш И. И., Мясникова О. В., Никонов И. Н., Сурай П. Ф. Здоровый кишечник — основа продуктивного долголетия кур. — М., Сельскохозяйственные технологии, 2022. — 248 с.
- Surai P., Surai A. Silymarin Puzzle (англ.). — Leiden, The Netherlands: Brill; Wageningen Academic Publishers, 2023. — 556 p. — ISBN 978-90-8686-944-2. — doi:10.1163/9789086869442. (Дата обращения: 12 ноября 2024) Архивировано 28 ноября 2023 года.
- Surai P. Selenium in Ruminant Nutrition and Health (англ.). — Leiden, The Netherlands: Brill; Wageningen Academic Publishers, 2024. — 598 p. — ISBN 978-90-04-69869-7. — doi:10.1163/9789004698697. (Дата обращения: 12 ноября 2024) Архивировано 2 мая 2024 года.

По состоянию на 2024 год, является также автором 84 глав в различных иностранных монографиях на английском языке.

### Диссертационные работы
- Биохимические и функциональные изменения в тканях и сперме индюков в зависимости от уровней витаминов E и A в корме: дис. … канд. биол. наук: 03.00.04 / П. Ф. Сурай; Харьков. гос. ун-т. — Харьков, 1982. — 192 с.: ил.[10]
- Биологические основы и экспресс-методы контроля витаминного питания сельскохозяйственных птиц: дис. … докт. биол. наук: 03.00.13 / П. Ф. Сурай; Ин-т животноводства лесостепи и полесья УССР. — Борки, 1991. — 390 с.: ил.[12]

### Наукометрические показатели
По состоянию на 11 ноября 2024 года Питер Сурай имел следующие наукометрические показатели:
- В соответствии с данными Scopus: цитируемость — 12033; h-index — 64; количество публикаций — 202[35].
- В соответствии с Google Scholar: цитируемость — 15 243 (за 2016 год — 1173; за 2017 год — 1154; за 2018 год — 1074; за 2019 год — 1195; за 2020 год — 1735; за 2021 год — 1735; за 2022 год — 1444; за 2023 год — 1515); h-index — 86; i-10 index[итал.] — 209; количество публикаций — 421[36].

## Изобретательская деятельность
По состоянию на 2024 год, в своём активе изобретателя профессор Сурай имеет:
- 5 американских патентов[2][4][8][11],
- 1 канадский патент[2][8][11][39],
- 1 европейский патент[2][8][11],
- 2 российских патента[11],
- 5 патентов Украины[8][11],
- 19 патентов (свидетельств на изобретения) бывшего СССР[4][8][11][37], за что награждён нагрудным знаком «Изобретатель СССР»[2].

## Личная жизнь
Женат, имеет двоих детей. Проживает в городе Эре (Шотландия). Увлекается фотографией и поэтическом творчеством.